# Tremedal
Tremedal  é um município brasileiro do estado da Bahia, sendo um dos 24 territórios integrantes do Território de Identidade Sudoeste Baiano, proposto pela Superintendência de Estudos Econômicos e Sociais da Bahia.
TREMEDAL, também é denominação dada ao território localizado no município de Parnarama-MA. É um espaço banhado pelo Brejo Tremedal (área alagadiça e pantanosa), que faz parte da bacia hidrográfica do Itapecuru. O Brejo Tremedal é subafluente do Rio Itapecuru e afluente do Rio Corrente. Todo o espaço do Tremedal é muito povoado e produz gêneros alimentícios de base familiar (arroz,  feijão, milho, mandioca, etc.). No século XX havia a tradição de engenhos de cana movidos pelo gado bovino, voltados especialmente para a produção da cachaça (aguardente de cana) e rapadura. Até por volta dos anos 80 do mesmo século, ainda existia poucos engenhos tradicionais. 
Ao pesquisar sobre a origem do significado de TREMEDAL, encontrei uma relação direta com o povo originário TREMEMBÉ que povoou no passado espaços dos estados do Ceará e Maranhão, mas que certamente também trilhou o território piauiense. 

## O Vale do Tremedal: território ancestral, camponês e em disputa
O Vale do Tremedal, localizado no município de Parnarama, no estado do Maranhão, representa muito mais do que um recorte geográfico. Trata-se de um território com profunda densidade histórica, onde se entrelaçam memórias indígenas, modos de vida camponeses e lutas contemporâneas pela terra. O nome "Tremedal" faz referência às características naturais do solo — brejoso, encharcado e fértil —, que historicamente favoreceram práticas sustentáveis de produção e garantiram a reprodução da vida de comunidades tradicionais por gerações.
Antes da colonização portuguesa, o território era habitado por povos indígenas que viviam da caça, da coleta e da agricultura de subsistência, em harmonia com o ciclo das águas e com os saberes ecológicos locais. Embora não haja registros formais da presença dos Tremembés no Vale do Tremedal, a região pertence a um grande corredor indígena que abrigou povos dos troncos Tupi e Macro-Jê, muitos dos quais foram expulsos, assimilados ou mortos durante os processos de conquista e aldeamento forçado.
Durante os séculos XVII a XIX, a expansão da colonização portuguesa e das frentes missionárias provocou intensas mudanças no território. Os povos originários foram submetidos à escravidão e à expropriação de suas terras. Ao mesmo tempo, surgiam grandes fazendas e estruturas fundiárias que consolidaram o poder das elites agrárias locais. Mesmo assim, muitos indígenas resistiram — fugindo, se reorganizando em comunidades remanescentes ou fundindo-se com outros grupos marginalizados, como os quilombolas e os migrantes pobres do interior nordestino.
Foi a partir dessas resistências silenciosas que se formaram as comunidades camponesas que hoje habitam o Vale do Tremedal. Compostas por descendentes de indígenas, negros e sertanejos, essas populações desenvolveram sistemas produtivos baseados na agricultura familiar, no extrativismo e na criação de animais em pequena escala. A relação com o território é marcada por laços comunitários, pela partilha dos recursos naturais e pelo respeito ao ciclo da natureza — elementos que caracterizam o que chamamos de modo de vida camponês.
Contudo, nas últimas décadas do século XX e especialmente no século XXI, esse modo de vida passou a ser duramente ameaçado. O avanço do agronegócio, a expansão de monoculturas como a soja e o eucalipto, a grilagem de terras e o desmatamento dos brejos têm provocado o esvaziamento das comunidades e o colapso de seus sistemas produtivos. As nascentes são destruídas, os territórios são invadidos e os camponeses, quando não criminalizados, são forçados a migrar ou a aceitar condições precárias de trabalho.
Diante desse cenário, emergem novas formas de resistência. O povo do Tremedal, por meio de suas associações, sindicatos, pastorais e movimentos sociais, tem reivindicado políticas públicas voltadas para o campo, a titulação das terras e o reconhecimento das comunidades tradicionais. Mais do que uma luta por sobrevivência, trata-se de uma afirmação de identidade e pertencimento. Em muitos casos, há também um movimento de retomada da ancestralidade indígena, como forma de reforçar a legitimidade das reivindicações territoriais.
O Vale do Tremedal, portanto, é um espaço de disputa, mas também de memória e de esperança. É um território onde se trava uma batalha desigual entre o capital e a vida, entre o latifúndio e o bem comum, entre a monocultura da destruição e a diversidade dos saberes camponeses. Conhecer sua história e valorizar suas formas de existência é fundamental para compreender a complexidade do campo brasileiro e para fortalecer as lutas pela justiça social e ambiental.
Abraços Geográficos!
Prof. Dr. Wilson Tremedal 
Geógrafo e Ambientalista 